# ТВРС-44
ТВРС-44 «Ладога» (ТурбоВинтовой Региональный Самолёт на 44 пассажира) — проект двухмоторного турбовинтового пассажирского самолёта для местных воздушных линий (МВЛ 1-й категории). Разрабатывается компанией УЗГА (Уральский завод гражданской авиации). Сам самолёт будет производиться на самарском авиазаводе «Авиакор» (входит в структуру холдинга «Русские машины»).
ТВРС-44 «Ладога» предназначен для замены парка региональных самолётов вместимостью 30 — 50 мест типа Ан-24, Ан-26, Ан-140 и Як-40. Может эксплуатироваться на неподготовленных грунтовых, травяных, снежных площадках, а также на аэродромах с короткой взлётно-посадочной полосой. Тем самым самолёт может эксплуатироваться с ВПП класса «Г» (длина полосы 1300 метров и ширина 35 м) включительно, независимо от типа покрытия — без снижения максимальной взлётной массы, и с уменьшенной взлётной массой — с ВПП длиной 800—1000 метров. При этом плотность грунта должна быть не менее 6 кгс/см², а для руления 5-5,5 кгс/см². ТВРС-44 должен занять нишу между 19-местным L-410 и 64-местным Ил-114-300.

## История разработки
Первые (предконтрактные) работы по данному проекту началась в декабре 2018 года на УЗГА. За основу был взят чешский авиалайнер Let L-610. 3 сентября 2019 года глава Минпромторга Денис Мантуров заявлял, что речь идёт не о запуске производства самолёта L-610, а о создании новой турбовинтовой модели самолёта на базе научно-технического задела программы. 2 сентября 2020 года Минпромторг утвердил тактико-техническое задание на опытно-конструкторскую работу (ОКР) «Разработка турбовинтового регионального самолёта» (ТВРС), в котором были сведены требования к самолёту местных линий на 44-48 пассажиров.  В этом же году главный конструктор проекта Сергей Меренков подтвердил, что L-610 не является базовой конструкцией создаваемого ТВРС — «Комплектация, материалы и крепёж — новые на 100 % и полностью отечественные. Новым является фюзеляж, включая всю теорию, поперечное сечение, носовую и хвостовую части, обводы фонаря кабины экипажа, всю конструктивно-силовую схему, всю компоновку и навеску крыла и оперения. Полностью перепроектировано оперение, зализы крыла с фюзеляжем, обтекатели основного шасси, конструктивно-силовая схема крыла и его исполнение из длинномерных фрезерованных панелей. Также полностью перекомпонованы закрылки, элероны, интерцепторы и системы в крыле. Новой особенностью конструкции крыла и оперения является установка нагревательных элементов электротепловой противообледенительной системы». 25 декабря 2020 года был подписан Государственный контракт между Минпромторгом России и УЗГА. Оценочная стоимость одного самолёта на 2021 год по подсчетам УЗГА составляла около 12 млн. долл. США. Однако, в региональных авиакомпаниях готовы были платить не более 10 млн. долл. США. На конец 2021 года площадка серийного производства ТВРС-44 не определена, но известно что окончательная сборка опытных образцов ТВРС будет произведена в Екатеринбурге. Кооперация по производству элементов и агрегатов включает такие города, как Таганрог, Комсомольск-на-Амуре, Нижний Новгород, Самара и Смоленск.
9 марта 2022 года проекту официально было дано имя «Ладога». В апреле 2022 года специалисты ЦАГИ по заказу УЗГА подвели промежуточные итоги испытаний в АДТ Т-102 самолёта ТВРС-44, в части аэродинамических характеристик. И были запланированы работы по испытанию в АДТ Т-105 в части режимов штопора. В марте 2022 года был подписан контракт, согласно которому подрядчиком в серийном строительстве самолёта ТВРС-44 стал самарский авиазавод «Авиакор» (ранее выпускал Ан-140). На апрель 2022 года на УЗГА шёл этап опытно-конструкторских работ с учётом задела, имевшегося по самолёту L-610, который был разработан в Чехословакии по заказу СССР. Главный конструктор по проекту ТВРС-44 — Сергей Меренков. В мае 2022 года генеральный директор «Авиакора» Алексей Гусев сообщил: «Мы должны сделать четыре фюзеляжа для испытаний и сертификации нового самолёта «Ладога». Мы сохранили все компетенции после того, как заморозили программу по Ан-140, сейчас начнём активно производить новую технику». В августе 2022 года УЗГА продемонстрировал на форуме «Армия-2022» модель грузовой версии самолёта ТВРС-44 «Ладога» — ТВРС-44Т. Как и на пассажирской версии, предполагается использовать в качестве силовой установки два турбовинтовых двигателя ТВ7-117СТ-02 с воздушными винтами АВ-44. Отличительными чертами грузовой версии стали: удлинённый на 4 метра фюзеляж и грузовой люк с рампой в хвостовой части. УЗГА на своём стенде указал, что максимальная взлётная масса ТВРС-44Т составит 18 500 кг, крейсерская скорость 500 км/ч, высота полёта до 9000 м, а расход топлива 470—500 кг/ч. Потребность в ВПП при максимальной нагрузке — 1500 м. В УЗГА для самолёта разработаны: система штурвального управления, гидросистема, система пожарной защиты, топливная и дренажная системы, кислородная система, аварийно-спасательное оснащение, интерьер, бытовое, пассажирское и транспортное оборудование, система управления общесамолётным оборудованием, система бортового технического обслуживания, средства наземного обслуживания и ряд других. Для сокращения сроков проектирования ряд агрегатов российского производства использованы от других серийно выпускавшихся и выпускающихся самолётов: фонарь кабины и конусные лобовые стёкла (от Ан-74 и Ан-140), основные стойки шасси (от Ан-72/Ан-74), передняя стойка (от Су-80ГП). Кресла лётчиков (Ан-140/Ан-148).
В январе 2023 года стало известно, что на базе комплекса «Дубна» в ЦАГИ завершились цикл испытаний на аварийное приводнение и серия катапультных испытаний динамически подобной модели самолета «Ладога», которые состоялись из более чем 100 пусков при разных начальных параметрах. Также в январе было объявлено, что Объединённая двигателестроительная корпорация (ОДК) поставит четыре опытных двигателя ТВ7-117СТ-02 для предварительных испытаний, в том числе и в составе самолета: два летом 2023 года и два в конце года.
Производство ТВРС-44 «Ладога» для лётных испытаний планировалось начать в 2024 году:
- 4 фюзеляжа для испытаний и сертификации произведёт самарский АО "Авиакор" по словам его гендиректора Алексея Гусева[9];
- крылья и кессоны для самолёта произведёт АО «Смоленский авиационный завод», он же в дальнейшем планирует выпускать 26-30 комплектов крыла в 2026[10];
- 4 опытных двигателя ТВ7-117СТ-02 произведёт до конца 2023 года санкт-петербургский «ОДК-Климов» (входит в ОДК)[11].

Лётные испытания планировалось провести в 2024—2025 годах, когда будет доведён двигатель ТВ7-117СТ. Первые коммерческие поставки в авиакомпании — в 2027 году. Согласно принятой по распоряжению Правительства РФ в конце июня 2022 года комплексной программе развития авиатранспортной отрасли России, предусматривалась постройка в 2025—2030 годах 140 пассажирских самолётов ТВРС-44 «Ладога».
В июне 2025 года на УЗГА началась сборка первого лётного образца самолёта.

## Конструкция
Самолёт спроектирован по традиционной схеме с цельнометаллической сборно-клёпаной конструкцией планера с верхним расположением крыла. Из композитного материала выполняются закрылки, интерцепторы, носовой обтекатель и законцовка фюзеляжа, зализ крыла с фюзеляжем и обтекатель основной опоры шасси. Также из композиционных материалов будут изготавливаться части пассажирского салона: полы кабины, потолочные багажные полки и облицовка интерьера. Рули и элероны предполагается спроектировать консервативной конструкции.

### Фюзеляж
ТВРС-44 спроектирован по схеме высокоплан, что обеспечивает надёжную эксплуатацию с грунтовых взлётно-посадочных полос небольших населённых пунктов. ТВРС-44 отличается от L-610 удлинённым на метр фюзеляжем, увеличенной его шириной по полу с 2020 мм до 2250 мм. Также была применено переднее расположение входной двери-трапа вместо заднего. Крыльевые топливные баки увеличены почти в два раза. Максимальная взлётная масса выросла с 15 100 кг до 17 000 кг.
Фюзеляж изготавливают на самарском предприятии «Авиакор». Корпус первого самолёта был собран в феврале 2025 года.

### Силовая установка
Основой силовой установки самолёта будут являться два турбовентиляторных двигателя ТВ7-117СТ-02. Мощность каждого мотора на взлетном режиме составит 2400 л. с., в чрезвычайном (например, при отказе второго двигателя) — 2600 л. с. Удельный расход топлива на взлете 0,215 кг/л. с. Сухая масса мотора — 595 кг.
Двигатель ТВ7-117СТ-02 разрабатывается предприятием «ОДК-Климов» на основе варианта ТВ7-117СТ-01, ранее созданного для самолёта Ил-114-300. Главными отличиями от базовой версии стали: уменьшенная мощность; маслорадиатор и выхлопной патрубок установлены непосредственно на двигателе; смонтирована замкнутая масляная система с укороченными масляными магистралями (позволяет не сливать масло для замены двигателя); установлен новый генератор переменного тока с более высокой частотой вращения. Другими отличиями стали электрический запуск вместо воздушного, а также обновленные обвязка, электрическая система, конструкции блока автоматического регулирования и контроля. Кроме того, узлы крепления двигателя разрабатываются адаптированными для подвески под крылом. Также был внедрён ряд других более мелких изменений в конструкцию, делающих расход топлива более экономичным. Также общий дизайн двигателя позволяет всем критическим компонентам оставаться вне потенциальной зоны поражения нелокализованных обломков дисков при аварии.
Разработка двигателя началась в июле 2021 года. Запланировано изготовление опытной партии из четырёх моторов. Изготовление первого образца началось в 2023 году, в 2024 году начались его стендовые испытания. Планируется, что в первой половине 2025 года будет готов комплект из двух двигателей для установки на самолёт.
В качестве вспомогательной силовой установки используется серийно производящаяся в России ТА-14. В качестве альтернативы предполагается использовать чешскую установку PBS Safir 5, которой оснащается базовая версия самолёта L-610.

### Воздушные винты
Предполагается использовать новый композитный винт, получивший обозначение АВ-44. Он разработан в «Аэросиле» на основе конструкции винта АВ-112—114 (Ил-114) с лопастями, аналогичными винту СВ-34 (Ан-140). Диаметр воздушного винта — 3,6 м.

## Лётно-технические характеристики
|                                                                   | ТВРС-44 «Ладога»   | L-610M / L-610G                   |
| ----------------------------------------------------------------- | ------------------ | --------------------------------- |
| Фото                                                              |                    |                                   |
| Страна                                                            | Россия             | ЧССР, Россия                      |
| Первый полёт / Первый полёт модификации                           | 2024 г. (план)     | 1988 г.                           |
| Статус                                                            | Проходит испытания | Производство прекращено в 2006 г. |
| Основные размерения                                               |                    |                                   |
| Длина, м                                                          | 22,83              | 21,72                             |
| Высота, м                                                         | 8,32               | 8,19                              |
| Размах крыла, м                                                   | 26                 | 25,6                              |
| Ширина салона, м                                                  | 2,6                |                                   |
| Высота салона, м                                                  | 1,9                |                                   |
| Масса пустого, т                                                  | 12                 | 8,95                              |
| Масса снаряжённого, т                                             |                    |                                   |
| Нормальная взлётная масса, т                                      |                    |                                   |
| Максимальная взлётная масса, т                                    | 17                 | 14,5                              |
| Лётно-технические характеристики                                  |                    |                                   |
| Экипаж, чел.                                                      | 2                  | 2                                 |
| Пассажировместимость, чел.                                        | 44                 | 40                                |
| Грузоподъёмность, т                                               | 5                  | 5,5                               |
| Полезная нагрузка, т                                              |                    |                                   |
| Практическая дальность при максимальной коммерческой загрузке, км | 1200               |                                   |
| Практическая дальность, км                                        | 2200               | 2420                              |
| Перегоночная дальность, км                                        |                    |                                   |
| Практический потолок, м                                           | 7200               | 10 250                            |
| Максимальная скорость, км/ч                                       | 480                | 490                               |
| Крейсерская скорость, км/ч                                        | 460                | 438                               |
| Длина разбега, м                                                  |                    |                                   |
| Длина пробега, м                                                  |                    |                                   |
| Силовая установка                                                 |                    |                                   |
| Количество двигателей                                             | 2                  | 2                                 |
| Тип двигателей                                                    | ТВ7-117СТ-02       | M602 / CT7-9D                     |
| Мощность, л. с.                                                   | 2400/2600 × 2      | 1600 × 2 / 1750 × 2               |
| Тяга, кгс                                                         |                    |                                   |
| Тяга на форсаже, кгс                                              |                    |                                   |
| Мощность на чрезвычайном режиме, л. с.                            |                    | 1820 × 2 / ?                      |
| Мощность на крейсерском режиме, л. с.                             |                    |                                   |
| Расход топлива на взлетном режиме                                 |                    |                                   |
| Расход топлива на крейсерском режиме                              |                    |                                   |
| Запас топлива, л                                                  |                    |                                   |
|                                                                   |                    |                                   |
| Стоимость, млн долл. США                                          | 12 (2021)          | 9,5 (2002)                        |

## Сравнение характеристик с конкурентами
Сравнение характеристик региональных самолётов (самолёты МВЛ 1) доступно в статье Региональный самолёт.

## Заказчики
- «Полярные авиалинии» — на авиасалоне МАКС 2019 был размещён предзаказ на 10 самолётов[16].
- «КрасАвиа» — во время Красноярского экономического форума 2023 было подписано соглашение о намерениях по поставке 20 самолётов ТВРС-44 «Ладога» в период с 2026 по 2030 годы. Также данным соглашением предусмотрена организация опытной эксплуатации данного типа самолёта в авиакомпании в реальных географических и климатических условиях Сибири и Арктической зоны Российской Федерации[17].
- АО «Комиавиатранс» в марте 2023 подписал соглашение о намерениях по поставке до 5-ти самолётов ТВРС-44 «Ладога» в период с 2026 по 2030 годы.[18][19]